# Keith Gary
Keith Jerrold Gary (Bethesda, 14 settembre 1959) è un ex giocatore di football americano statunitense che ha militato nel ruolo di defensive end nella Canadian Football League (NFL) e nella National Football League (NFL).

## Carriera
Al college Gary giocò a football a Oklahoma. Fu scelto come diciassettesimo assoluto nel Draft NFL 1981 dai Pittsburgh Steelers. Tuttavia optò per firmare con i Montreal Alouettes della CFL dove disputò due stagioni. Nel 1983 passò agli Steelers dove giocò sei stagioni, mettendo a segno 25 sack complessivi.
Gary è noto soprattutto per avere commesso una delle penalità di facemask più violente della storia della NFL. Durante il sesto turno della stagione 1983 contro i Cincinnati Bengals, afferrò il quarterback Ken Anderson per il casco e lo costrinse a lasciare la partita con un grave infortunio al collo. In seguito, nella stessa gara, fu penalizzato per un colpo in ritardo sul quarterback di riserva Turk Schonert. Gary fu multato dalla NFL dopo quella partita che lasciò Anderson senza sentire nulla dal collo in giù per un certo periodo.